# 武俠梁祝
《武俠梁祝》，是一部2008年上映的華語電影。中國大陆上映的戲名是《剑蝶》。

## 劇情大綱
十世相爱十世分－－传说天上有一对金童玉女，因犯下弥天大罪，被判下凡间：十世人生中都要这一对金童玉女相爱，但结局却要生离死别…… 这对金童玉女就是相爱不能结合，殉爱化蝶的梁山伯与祝英台…
不过，传说没有因此而终结，在东晋一个武侠世界中亦发生了一段同样哀怨、同样令人心伤的故事……而故事主角梁仲山与祝言之，正是梁山伯与祝英台的转世……
家族经营酒庄生意，富甲一方的祝家大小姐祝言之(蔡卓妍饰演)，个性活泼开朗，平日喜以男儿身打扮于城中四处游玩。
祝言之父亲，昔年因与今日成为高官的钱荣威结下仇怨，而遭到陷害并想霸占言之。幸亏得到新晋少将马承恩（胡歌饰演）帮助，在祝父老朋友草头的帮助下，把女扮男装的言之安置在逍遥山内学习武功暂避。
言之初涉江湖，天真无邪。被几个抢劫团伙看中，幸好遇上少侠梁仲山(吴尊饰演)，对她出手相救，不过却被言之误会他是一个贼，留下一个坏印象。言之上逍遥山后，方知梁仲山就是逍遥派的大师兄，两人成了同门师兄弟，仲山与言之在相处中发展了深厚的情谊。一次言之受伤被仲山识破女儿身的秘密，两人也正式展开情侣关系。承恩在军中立功升官，前往祝家向祝父提亲即获答允。
言之即将回家，与仲山许下成亲的盟誓。言之表示不肯成亲却遭父亲拒绝，言之被铁链锁住，禁于柴房之中。
然后仲山夜探祝府，两人终于见面并计划假装答应婚事并借机逃走，不料计划失败，言之被迫与仲山一刀两断。
言之在绝望之际，草头建议言之以毒药假死来逃婚。但是草头在前往通知仲山时被杀。言之的死讯让仲山伤心欲绝，闯入祝府要带言之尸首离去，最终仲山击退马承恩带走言之。
仲山抱着言之的尸体回到蝴蝶谷，却因身受重伤而死。言之苏醒，悲恸欲绝，她紧抱仲山尸首，决定和他在蝴蝶谷一生一世……

## 演員表
| 演員                 | 角色       | 備註                     |
| -------------------- | ---------- | ------------------------ |
| 吳尊（配音：譚俊彥） | 梁仲山     | 逍遙派大師兄 與言之相愛  |
| 蔡卓妍               | 祝言之     | 祝公遠的女兒 與仲山相愛  |
| 胡歌（配音：陈国邦） | 馬承恩     | 言之青梅竹馬 喜歡言之    |
| 庾澄慶               | 草頭師叔   | 撮合仲山和言之的媒人     |
| 熊欣欣               | 頭陀師叔   | 逍遙派武術科師父         |
| 狄龍                 | 祝公遠     | 祝言之的父親             |
| 李勤勤               | 言之的母親 | 祝言之的母親             |
| 冼色麗               | 銀心       | 言之的丫環               |
| 邵兵                 | 鐵將軍     | 馬承恩的上司             |
| 譚俊彥               | 斧頭幫幫主 | 是個小流氓，對言之有好感 |
| 樊少皇               | 王大哥     | 客串                     |
| 閻璽                 | 書生幫幫主 | 客串                     |
| 万茜                 | 美女雙俠   | 客串                     |
| 徐揚                 | 美女雙俠   | 客串                     |

## 主題曲
二人一直希望可以合唱電影主題曲，可惜吳尊要為了飛輪海演唱會作準備，因而未能與阿Sa合唱，所以主題曲〈心如蝶舞〉將由阿Sa負責，吳尊則以獨白方式加入主題曲內。

## 宣傳及派生產品
為了同年9月首影的電影版《武俠梁祝》製造氣勢，同一出版集團與玉皇朝合作，出版 了一部青少年漫画书，名為《武俠梁祝 - 影‧畫‧戲》，在2008年7月首版，於香港書展面世，內容以插圖、漫畫及電影拍攝花絮，介紹其電影版的故事內容。

## 外部連結
- 武俠梁祝官方Blog
- 劍蝶官方新浪Blog （页面存档备份，存于）
- Yahoo奇摩電影上《武俠梁祝》的資料（繁體中文）
- MSN娛樂上《武俠梁祝》的資料（繁體中文）

- 開眼電影網上《武俠梁祝》的資料（繁體中文）
- 香港影庫上《武俠梁祝》的資料（繁體中文）
- 时光网上《劍蝶》的資料（简体中文）
- 豆瓣电影上《劍蝶》的資料 （简体中文）
- 爛番茄上《武俠梁祝》的資料（英文）
- 互联网电影数据库（IMDb）上《武俠梁祝》的资料（英文）